# Leza (divinità)
Leza nella mitologia delle popolazioni di lingua bantu, è il dio del cielo. Sua caratteristica è il fatto di non interessarsi alla sorte degli esseri umani.

## Nel mito
Secondo il popolo Kaonde, Leza svolse un ruolo importante nella diffusione del male e della morte fra gli uomini. Un tempo racchiuse tutta la malvagità in una zucca e la consegnò ad un uccello insieme ad altre due, solo quelle erano destinate all'apertura, esse contenevano dei semplici semi e dovevano essere un dono agli esseri umani. Leza proibì l'apertura della terza zucca senza dirne il motivo.  Durante il viaggio la curiosità vinse su tutto e aprendo la zucca fu testimone della nascita del male e della morte. Compreso l'errore cercò di porvi rimedio reinserendo il tutto dentro la zucca ma non vi riuscì.
I racconti dei Basubiya invece si soffermano sui culti che diffuse e sul fatto che salì in cielo su una ragnatela, che si distrusse quando gli umani cercarono di raggiungerlo, da quel tempo non si interessò alla sorte umana. Quando osservano una stella cadente credono che sia la divinità che pensa se tornare sulle terra o meno.